# Stripeika
Stripeika ist ein litauischer männlicher Familienname.

## Weibliche Formen
- Stripeikaitė (ledig)
- Stripeikienė (verheiratet)

## Namensträger
- Saulius Stripeika  (* 1966), Verwaltungsjurist und Justizpolitiker, Vizeminister